# Evans (Colorado)
Pour les articles homonymes, voir Evans.
Evans est une ville américaine située dans le comté de Weld dans le Colorado.
Selon le recensement de 2010, Evans compte 18 537 habitants. La municipalité s'étend sur 10,54 milles carrés (27,3 km2), dont 10,20 milles carrés (26,42 km2) de terres.
La ville doit son nom à John Evans, gouverneur du territoire du Colorado.

## Démographie
| 1870 | 1880 | 1890 | 1900 | 1910 | 1920 |
| ---- | ---- | ---- | ---- | ---- | ---- |
| 189  | 542  | 306  | 400  | 600  | 505  |

| 1930 | 1940 | 1950 | 1960  | 1970  | 1980  |
| ---- | ---- | ---- | ----- | ----- | ----- |
| 540  | 792  | 862  | 1 453 | 2 570 | 5 063 |

| 1990  | 2000  | 2010   | - | - | - |
| ----- | ----- | ------ | - | - | - |
| 5 877 | 9 514 | 18 537 | - | - | - |